# Bobrek (concentratiekamp)

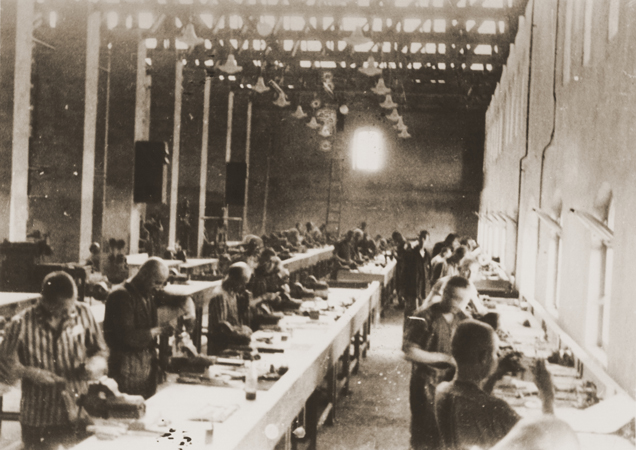
Dwangarbeiders in de Siemens-fabriek

Bobrek was een werkkamp dat fungeerde als een subkamp van Auschwitz-Monowitz. In Bobrek was een Siemens fabriek gevestigd. Het werd geopend in 1940. Er werkten 213 mannelijke gevangenen (17 januari 1945) en 38 vrouwelijke gevangenen (30 december 1944) aan elektronische apparaten voor vliegtuigen en U-Boten. Het kamp werd bij nadering van de Sovjettroepen op 18 januari 1945 ontruimd en de gevangenen werden met dodenmarsen dieper het Rijk in gestuurd. 

## Zie  ook
- Lijst van buitenkampen van Auschwitz